# Saporaea femoralis
Saporaea femoralis là một loài bọ cánh cứng trong họ Cerambycidae.